# Jeremias Moreira Filho
Jeremias Moreira Filho (Taquaritinga, 21 de dezembro de 1942) é um cineasta, diretor e escritor brasileiro. 

## Biografia
Em 1977, dirigiu o filme Mágoa de Boiadeiro. protagonizado por Sérgio Reis.
Dirigiu duas adaptações da música O Menino da Porteira: 1976 e de 2009.
É proprietário da produtora Jerê Filmes.
Dirigiu o filme Querida Mamãe, protagonizado por Selma Egrei e Letícia Sabatella.

## Trabalhos

### Cinema
- 1971 - Pantanal de Sangue (produtor)
- 1975 - O Predileto (editor)
- 1976 - O Menino da Porteira (diretor, editor e escritor)
- 1977 - Mágoa de Boiadeiro[4] (diretor)
- 1978 - O Fuscão Preto[5] (diretor)
- 1980 - Ato de Violência (produtor)
- 2009 - O Menino da Porteira[6] (diretor, editor e escritor)
- 2017 - Querida Mamãe[7]